# Cheval de couleur

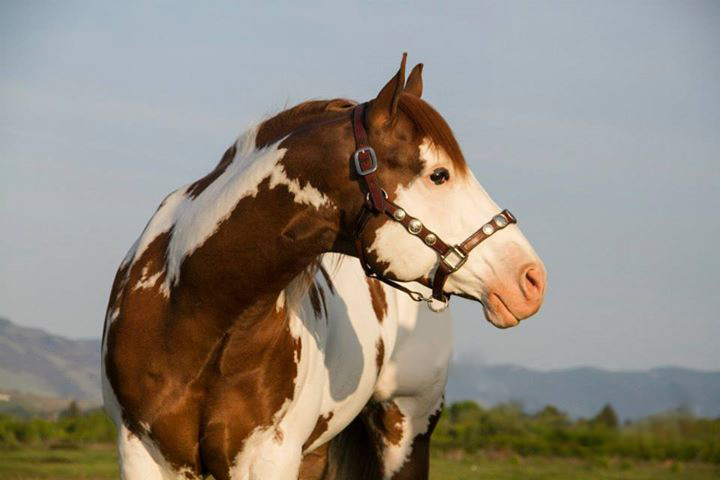
Un Paint Horse, l'une des races de chevaux de couleur.

Un cheval de couleur est, dans le milieu équestre, un cheval sélectionné principalement sur sa couleur de robe. Les chevaux de couleur peuvent appartenir à une race dont la couleur de robe est fixée, comme le Fjord, l'Appaloosa, le Paint Horse, le Frison et le Haflinger. Il existe aussi des registres pour rassembler des chevaux sur le critère principal d'une unité de robe, notamment celui du cheval crème, considéré comme une race en France. 
La sélection d'élevage sur la couleur de robe se fait parfois au détriment de la morphologie et du caractère des chevaux. Le succès de ce marché entraîne des pratiques d'élevage discutables, notamment la naissance de chevaux issus de croisements avec des étalons non-approuvés dans des élevages amateurs, qui se révèlent inaptes aux utilisations recherchées en raison de faiblesses physiques. 

## Races et registres de couleur

### Races de couleur
- Fjord, Henson, Sorraia (gène dun)
- Appaloosa, AraAppaloosa (robe tachetée)
- Camarillo white (blanc)
- Paint Horse, Pintabian (robe pie)
- Frison, Mérens (noir)
- Haflinger, Comtois,  (alezan crins lavés ou gène silver)
- American cream draft

### Registres de couleur
- Cheval crème
- Palomino